# Jeanne Ramel-Cals
Jeanne Ramel-Cals, née Jeanne Gibert le 18 février 1883 à Albi et morte dans le 16e arrondissement de Paris le 21 septembre 1976, est une journaliste, romancière et illustratrice française du XXe siècle.

## Biographie
Jeanne Eugénie Augustine Gibert, connue sous le nom de Jeanne Ramel-Cals, née le 18 février 1883 à Albi, est la fille de François Michel Gibert et d'Anaïs Marie Lacalm. Ses parents dirigent la tannerie familiale située sur la route de Graulhet. Sa mère est une femme d’esprit qui reçoit chez elle des personnalités telles que Jean Jaurès et correspond avec Maurice Maeterlinck.
Dès son plus jeune âge, Jeanne montre un talent artistique prometteur. À 19 ans, sous le nom de « Mademoiselle Jeanne », elle expose ses premières œuvres au 1er salon des artistes albigeois à Albi. Parmi ses œuvres exposées, on trouve En prière, Effet de gris et une Étude. Elle commence une carrière d'illustratrice, dans Fantasio, pendant la Première Guerre mondiale, mais c’est finalement dans l’écriture qu’elle trouvera sa véritable vocation.
Le 25 avril 1905, elle épouse Édouard Auguste Henri Cals à Albi et en divorce moins de neuf ans plus tard, le 13 février 1914 à Albi. Elle se remarie à Paris, le 24 mars 1919, avec Georges L'Hernault, ingénieur, dont elle divorce en février 1927.
Installée à Paris, Jeanne trouve rapidement sa voie dans l’écriture, elle devient journaliste et, sous le nom de Jeanne Ramel-Cals, tient des chroniques régulières dans divers journaux tels que Candide, Le Crapouillot, Le Matin, Le Petit Journal, Le Jour, Le Journal illustré ou La Revue de la femme, ainsi que dans la presse régionale comme Septimanie, Sud-Ouest ou La Dépêche du Midi.
Parallèlement à sa carrière de journaliste, Jeanne publie des romans qui rencontrent rapidement le succès, notamment ses souvenirs d'enfance dans Vacances à Villefranche.
En 1940, fuyant Paris occupé par les forces allemandes, Jeanne retourne dans son pays natal et s’installe à Cordes-sur-Ciel. Elle y entraîne dans son sillage des artistes de renom, dont Yves Brayer et André Bizette-Lindet, qui y fondent un groupe d'artistes confirmés ou débutants sous le nom d’Académie de Cordes, dont elle est nommée secrétaire perpétuelle.
C'est en 1947 qu'elle écrit Légendaire de Cordes sur Ciel, un ouvrage empreint du même esprit malicieux et de la désinvolture qui caractérisent son style. Le nouveau nom qu’elle donne à la cité finit par s’imposer, et ses amis la surnomment « la Dame de Cordes-sur-Ciel ». La commune, qui s'appelait Cordes-la-Montagne change officiellement de nom en 1993.
Jeanne Ramel-Cals meurt à Paris le 21 septembre 1976 et est inhumée au cimetière des Cabannes face à Cordes-sur-Ciel, dans la terre de ses ancêtres maternels.

## Carrière littéraire et œuvres principales

### Carrière littéraire et d'illustratrice
Le critique littéraire Paul Reboux disait d’elle : « Elle a surtout beaucoup regardé autour d’elle, d’un regard amusé, narquois et pénétrant. C’est ainsi qu’elle a pu observer les choses et les gens, fixer les traits qui lui semblaient cocasses, et nous donner les plus savoureux albums psychologiques dont on puisse se délecter ». André Billy écrit qu'il « l'aime mieux dans l'ironie et la satire. Son talent est assez inégal, elle compose mal et ne sait pas finir. Mais le petit air qu'elle nous joue, tout parsemé de fausses notes qu'il soit, est bien à elle. Elle en tire des effets drolatiques et piquants ». En 1936, lors de la sortie de Le jardin, Gus Bofa écrit que « Jean Ramel-Cals est une petite fille qui a grandi sans le faire exprès. Elle a conservé, tout frais, tous les souvenirs et les idées de son enfance ».
Elle anime un salon littéraire à Paris, au 23 rue Marbeuf et au square Alboni. Ce salon est fréquenté par des écrivains renommés comme Colette, Francis Carco, Anna de Noailles, Fernand Gregh, Frantz Toussaint et Henri Duvernois. Ce réseau d’intellectuels et d’artistes contribue à renforcer sa place dans le monde littéraire parisien.
Egalement connue sous les noms de Jane Cals et Jane L’Hernault, Jeanne Ramel-Cals ne se contente pas d’écrire ses livres. Elle les illustre également, avec un trait sûr, personnel et très typographique, rappelant le style de deux maîtres : Caran d’Ache et H.P. Gassier. Les milieux des arts et des lettres s’éprennent d’elle, de son verbe tour à tour bonhomme et naïf, de l’humour parfois féroce qui perce, enrobé de fraîche poésie et de quête indulgente.
A la fin de sa vie, elle s'installe dans l’imposante tour de la Barbacane, face au soleil levant. Elle consacre alors son talent d’écrivain et d’illustratrice à sa cité de Cordes, à sa ville natale d’Albi et à l’Occitanie, mêlant histoire et légende avec la même poésie et la même satire malicieuse qui ont fait sa réputation.

### Œuvres principales
- Rose, 1918[22]
- Vacances à Villefranche, 1927, avec des illustrations de l'auteur[23]
- Conseils aux amoureux, 1929, avec des dessins de l'auteur[24]
- Les Femmes imprudentes, 1934[25]
- Légendaire de Cordes-sur-Ciel, 1947[13]
- Cordes-sur-Ciel, magies et mystères de son passé, 1956, avec des dessins de l'auteur[21]
- Légendaire de l'Occitanie, albigéisme et vie des châteaux, 1969[26]

L'une des premières chansons de Georges Brassens, Les Amoureux des bancs publics, serait inspirée du roman Amours en province, publié en 1926 par Jean Ramel-Cals.